# 大人工河

工程示意图，黑线、蓝线、红线、绿线、粉线分别为一到五期工程，虚线表示至今尚未完成的部分

大人工河（‎，简称GMR）是处于利比亚境内的大型人工供水与灌溉工程。该供水工程将位于撒哈拉沙漠中的努比亚砂岩地下水系统贮藏的古地下水通过巨型管道输送到地中海沿岸的利比亚各大城市。整个工程包括一千三百余座水井，其中大部分的井的深度超过500米，每天可以为的黎波里、班加西、苏尔特和其余城市提供六百五十万立方米的淡水，是迄今世界最大的灌溉工程。前利比亚领导人卡扎菲将其称为“世界第八大奇迹”。

## 历史
1950年代起，利比亚相继通过了开展石油调查的矿产法和授予私营企业建设油井权的1955年石油法，其南部的资源调查工作迅速开展起来。调查的结果是不仅找到了大量的石油，同时发现了国土南部的四个盆地正处于世界最大的古地下水系统-努比亚砂岩地下水系统范围内，储藏有大量的古地下水。
利比亚气候干燥，降水量很少，仅有2%的国土有足够的降水可进行耕种，故历史上利比亚政府使用重复利用雨水的办法来维持城市的用水需要。1960年代后，随着经济的发展和人口压力的增大，利用发现的大量古地下水建造巨大的人工输水网络的想法被提出，该工程计划将古地下经过几百公里的管道向北输送到临地中海的地区以满足城市人口的需要。但由于技术、人力和资金条件的限制，直到1980年代才开始付诸实施。

## 工程

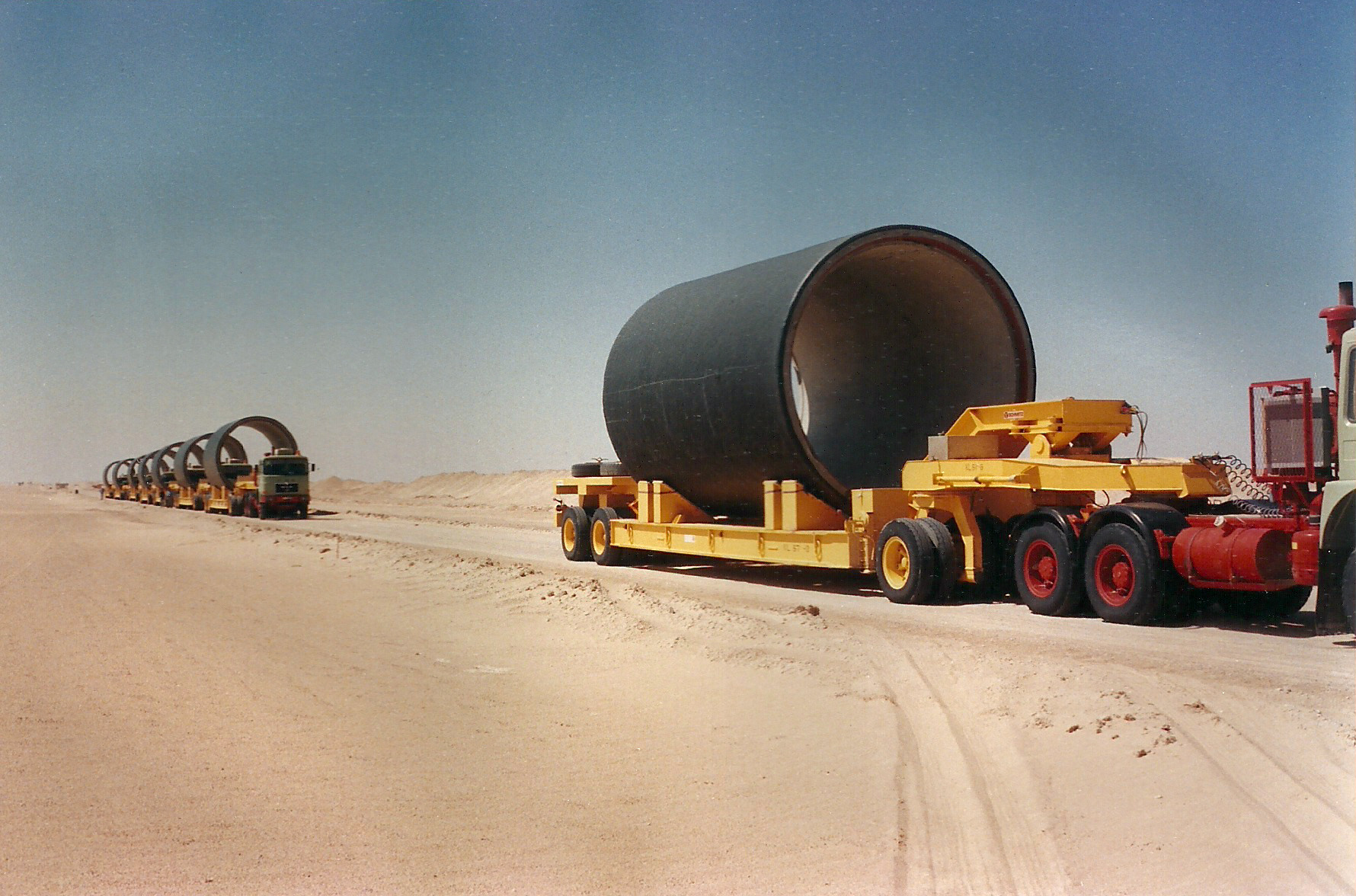
管道组成部分的运输，每根预力混凝土管直径约4米，总管道长两千余千米

1983年10月3日利比亚总人民代表大会通过议案，由卡扎菲政府投资，设立大人工河项目委员会负责工程的建设，美国KBR公司和普林斯兄弟公司负责最初的工程设计，整个工程分为五期，总的花销超过二百五十亿美元。利比亚宣称不接受发达国家的援助和世界银行的贷款。但1990年以来，联合国教科文组织对参加工程的工程师和技术人员进行了培训。
第一期工程如示意图中黑色线路所示，先在塔泽堡绿洲建立井区和取水站，所获得的日均一百万立方米的地下水经过二百多千米的管道，运送到薩里爾附近的两个巨型水塔中。同时萨里尔井区也取水一百万立方米。共二百万立方米的水通过管道传送到直径为四百米，容量为四百万立方米的艾季达比耶蓄水池。随后分为两路，向西送入班加西，向北送入苏尔特，同时在这两地建立大型蓄水池以备夏季和旱灾不时之需。1984年8月28日穆阿迈尔·卡扎菲在萨里尔地区为工程奠基，标志工程启动。来自意大利、西班牙、德国和日本的建筑材料通过位于苏尔特湾的石油重镇布雷加运往工地，如工程管道所需的能抵抗强大水压力的预力混凝土就是在意大利Redaelli Tecna S.p.A公司在那不勒斯的工厂制造，运到在布雷加和萨里尔的工厂制造每根重达80吨的圆柱形水管。1991年8月28日，一期工程正式竣工。
1989年8月26日，第二期工程启动，如示意图中蓝线，先在东贾巴尔哈索纳（East Jabal Hasouna，EJH)和东北贾巴尔哈索纳（East North Jabal Hasouna，ENJH)建立两个井区。所得日均二百六十万立方米的古地下水经过管道输入塔尔胡纳和利比亚首都的黎波里。1996年九月二期工程竣工。第三期工程增设卡夫拉（kufra）井区、增加十三座水泵站，增设输水管道，将一期工程的日均两百万立方米的输水量提高到日均三百六十八万立方米。
第四、五期工程尚未完成，计划包括扩建已有输水网络，在古达米斯和贾格布伯建立井区和水库，将古地下水运送到图卜鲁格及其附近港口，连接艾季达比耶蓄水池和图卜鲁格，最终的目标是以苏尔特为中间枢纽，将苏尔特以西为的黎波里输水的管道和以东为班加西输水的管道连接成一个大的输水网络。

## 收益与争议

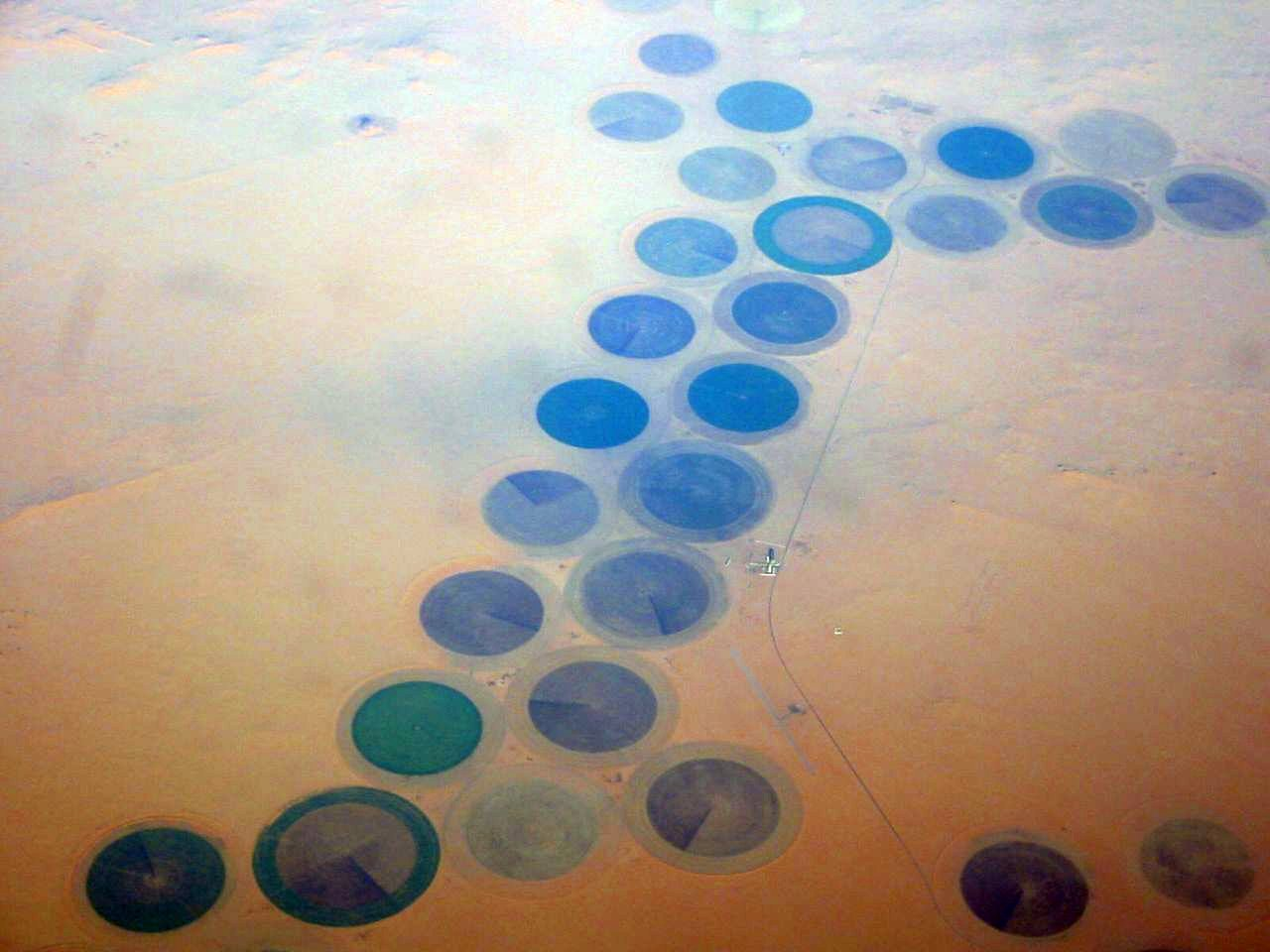
在卡夫拉地区形成的喷灌机耕种区

大人工河所提供的日均四百多万立方米的淡水已经成为利比亚的主要水源之一，所得地下水的66%被用于农业灌溉，到2002年底为止，已经可以灌溉十四万五千公顷的土地上的两千多个农场，使得原来的干旱地区出现了很多以喷灌机为中心的耕种区，提升了利比亚的农业生产状况；32%用于人民生活用水，提升了城市居民的用水卫生状况，2%用于工业用水，多供给石油开采所用。。
但随着海水淡化技术的发展，其费用已低于相同量的地下水的输送费用，于是对于是否继续完成大人工河的剩余部分存在着很大争论。还有生态学者认为，古地下水是不像多数的含水层能得到自然降雨渗透的补给，所以被视为非再生资源，过量采用古地下水会破坏沙漠地区的生态环境。
2011年的利比亚内战中，北约轰炸了大人工河，管道遭到破坏，很多利比亚人失去淡水供给。